# Charops flavipes
Charops flavipes là một loài tò vò trong họ Ichneumonidae.